# Poa dzongicola
Poa dzongicola är en gräsart som beskrevs av Henry John Noltie. Poa dzongicola ingår i släktet gröen, och familjen gräs. Inga underarter finns listade i Catalogue of Life.